# Коли настає вересень
«Коли настає вересень» (рос. «Когда наступает сентябрь») — російський радянський художній фільм, 1976 року, поставлений режисером Едмондом Кеосаяном.

## Сюжет
Левон Погосян прилітає з вірменського міста Аштарак в Москву, щоб відправити свого онука Левоніка в перший клас. Левон дуже товариський, легко сходиться з людьми, допомагає їм, що не характерно для великого міста, де навіть сусіди можуть не знати один одного.
Нуне ревнує чоловіка, який працює на ткацькій фабриці, і бере участь у художній самодіяльності, через що в сім'ї періодично виникають проблеми.
Левон подружився з дідом Каті, яка сидить поруч з Левоніком. Батьки Каті загинули в геологічній експедиції на Памірі і дід виховує Катю один. Микола Миколайович також допомагає Левону з проблемами зі здоров'ям через бойові рани. Під час медичного обстеження з'ясовується, що жити Левону залишається недовго, але йому про це не говорять.
Слюсар Гена робить для Левона мангал. Левон і Левонік готують шашлик на балконі московської висотки. Сусіди, побачивши дим, викликають пожежників. Левон кличе на шашлик всіх друзів.
Друзі Левона проводжають його в аеропорту.

## У ролях

### У головних ролях
- Армен Джигарханян —  Левон Погосян
- Микола Крючков —  Микола Миколайович Іванов, підполковник-фронтовик, дід Каті
- Лаура Геворкян —  Нуне Кондрікова, дочка Левона
- Володимир Івашов —  Володимир Кондріков, чоловік Нуне

### У ролях
- Антон Ільїн —  Левон Кондріков, онук Левона  (озвучує  Клара Румянова)
- Наташа Черишова —  Катя, внучка Миколи Миколайовича
- Іван Рижов —  генерал медицини
- Галина Польських —  Настасья Василівна, двірник
- Михайло Метьолкін —  Михайло Михайлович, дільничний міліціонер
- Володимир Носик —  Гена, слюсар
- Микола Граббе —  Михайло Іванович, рентгенолог
- Едгар Елбакян —  Лаерт, актор-невдаха
- Аветік Геворкян —  Степан, попутник Левона
- Сергій Потікян —  пожежник
- Віктор Авдюшко —  Євген Вікторович, науковий керівник Нуне

### У епізодах
- Олег Балакін —  тато першокласника
- Інга Будкевич —  стюардеса
- Микола Горлов —  сусід Кондрікова
- Єлизавета Кузюріна —  сусідка на балконі
- Любов Соколова —  вахтерка
- Тетяна Ташкова —  учасниця вокального квартету
- Валентина Ушакова —  Ніна Петрівна, сусідка Кондрікова
- Тамара Яренко —  сусідка на балконі

## Знімальна група
- Автори сценарію:
  - Костянтин Ісаєв
  - Едмонд Кеосаян
- Режисер-постановник:  Едмонд Кеосаян
- Головний оператор:  Михайло Ардаб'євский
- Художник-постановник:  Євген Серганов
- Художник по костюмах: Ганна Ганевская
- Композитор:  Ян Френкель
- Звукооператор: Семен Литвинов
- Диригент:  Емін Хачатурян
- Текст пісень:  Ігор Шаферан
- Директор фільму:  Лазар Мількіс